# Юнес Емамі
Юнес Аліакбар Емамічагей (перс. یونس امامی; нар. 30 березня 1997) — іранський борець вільного стилю, дворазовий бронзовий призер чемпіонатів світу, чемпіон та срібний призер чемпіонатів Азії, чемпіон Азійських ігор, учасник Олімпійських ігор.

## Життєпис
Боротьбою почав займатися з 2007 року.
Тренер — Тагхі Акбарнеджад.

## Спортивні результати на міжнародних змаганнях

### Виступи на Олімпіадах
| Змагання                    | Збірна | Вагова категорія          | Місце |
| --------------------------- | ------ | ------------------------- | ----- |
| Літні Олімпійські ігри 2024 | Іран   | вільна боротьба, до 74 кг | 7     |

### Виступи на Чемпіонатах світу
| Змагання                        | Збірна | Вагова категорія          | Місце  |
| ------------------------------- | ------ | ------------------------- | ------ |
| Чемпіонат світу з боротьби 2018 | Іран   | вільна боротьба, до 70 кг | 19     |
| Чемпіонат світу з боротьби 2019 | Іран   | вільна боротьба, до 70 кг | Бронза |
| Чемпіонат світу з боротьби 2021 | Іран   | вільна боротьба, до 74 кг | 8      |
| Чемпіонат світу з боротьби 2022 | Іран   | вільна боротьба, до 74 кг | Бронза |
| Чемпіонат світу з боротьби 2023 | Іран   | вільна боротьба, до 74 кг | 10     |

### Виступи на Чемпіонатах Азії
| Змагання                       | Збірна | Вагова категорія          | Місце  |
| ------------------------------ | ------ | ------------------------- | ------ |
| Чемпіонат Азії з боротьби 2018 | Іран   | вільна боротьба, до 65 кг | 5      |
| Чемпіонат Азії з боротьби 2019 | Іран   | вільна боротьба, до 70 кг | Бронза |
| Чемпіонат Азії з боротьби 2022 | Іран   | вільна боротьба, до 74 кг | Золото |

### Виступи на Азійських іграх
| Змагання           | Збірна | Вагова категорія          | Місце  |
| ------------------ | ------ | ------------------------- | ------ |
| Азійські ігри 2022 | Іран   | вільна боротьба, до 74 кг | Золото |

### Виступи на інших змаганнях
| Змагання                                                     | Країна | Вагова категорія          | Місце  |
| ------------------------------------------------------------ | ------ | ------------------------- | ------ |
| Турнір Дана Колова — Николи Петрова 2016                     | Іран   | вільна боротьба, до 57 кг | 13     |
| Кубок Тахті 2017                                             | Іран   | команда                   | 5      |
| Турнір Дмитра Коркіна 2017                                   | Іран   | вільна боротьба, до 65 кг | Золото |
| Турнір Г. Картозія і В. Балавадзе 2018                       | Іран   | вільна боротьба, до 65 кг | Бронза |
| Турнір Яшара Догу 2018                                       | Іран   | вільна боротьба, до 70 кг | 5      |
| Кубок Тахті 2019                                             | Іран   | вільна боротьба, до 70 кг | Золото |
| Турнір міста Сассарі з боротьби 2019                         | Іран   | вільна боротьба, до 70 кг | Бронза |
| Турнір Г. Картозія і В. Балавадзе 2019                       | Іран   | вільна боротьба, до 70 кг | Золото |
| Меморіал Маттео Пелліконе 2020                               | Іран   | вільна боротьба, до 74 кг | 7      |
| Олімпійський кваліфікаційний турнір з боротьби 2020 (Алмати) | Іран   | вільна боротьба, до 74 кг | Золото |
| Меморіал Вацлава Циолковського 2021                          | Іран   | вільна боротьба, до 74 кг | 8      |
| Турнір Зухає Сгає 2022                                       | Іран   | вільна боротьба, до 74 кг | Золото |
| Відкритий чемпіонат Загреба з боротьби 2023                  | Іран   | вільна боротьба, до 74 кг | Срібло |
| Відкритий чемпіонат Загреба з боротьби 2024                  | Іран   | вільна боротьба, до 74 кг | 9      |
| Олімпійський кваліфікаційний турнір з боротьби 2024 (Бішкек) | Іран   | вільна боротьба, до 74 кг | Золото |

### Виступи на змаганнях молодших вікових груп
| Змагання                                      | Збірна | Вагова категорія          | Місце  |
| --------------------------------------------- | ------ | ------------------------- | ------ |
| Чемпіонат Азії з боротьби серед кадетів 2013  | Іран   | вільна боротьба, до 42 кг | Бронза |
| Чемпіонат світу з боротьби серед кадетів 2013 | Іран   | вільна боротьба, до 42 кг | Срібло |
| Чемпіонат Азії з боротьби серед юніорів 2017  | Іран   | вільна боротьба, до 60 кг | Срібло |
| Чемпіонат світу з боротьби серед юніорів 2017 | Іран   | вільна боротьба, до 60 кг | Бронза |
| Чемпіонат світу з боротьби серед молоді 2017  | Іран   | вільна боротьба, до 65 кг | Бронза |